# Сасанидско освајање Египта
Између 618 и 621 н. е, војска Сасанидске Персије успела је да порази византијске снаге у Египту и наконтога запосела ову провинцију. Пад Александрије, као престонице провинције византијског Египта, означило је прву и најбитнију фазу у сасанидском походу за покоравање ове богате провинције, која је у потпуности пала под персијску власт у року од неколико година.

## Позадина догађаја
Персијски шах Хозроје II, искористио је унутрашње немире у Источном римском царству, након свргавања цара Маврикија од стране Нићифора Фоке, како би напао ромејске провинције на истоку. До 615. год н. е. Персијанци су успели да истисну византијску војску из северне Месопотамије, Сирије и Палестине.

## Пад Египта
Персијска инвазија на Египат отпочела је негде између 617. или 618. год. н. е., али постоји врло мало сачуваних података о појединостима ове кампање, јер је провинција била практично одсечена од осталих ромејских (византијских) територија. Персијска главнина снага упутила се ка Александрији, где је Ираклијев рођак Никита био локални гувернер, али није успео да им пружи ефектнији отпор. Он и халкедонски патријарх Јован V успели су да умакну Персијанцима из града и склоне се на Кипар. Према Кужистанској хроници, Александрија је пала персијанцима у руке приликом издаје од стране извесног Петра који им је помогао у јуну 619 год.
Након пада Александрије, Персијанции су постепено своју власт проширили на југ дуж Нила. Спорадичан отпор који је пружан захтевао је од Персијанаца војне операције за чишћења терена, али је до 621 год, покрајина пала у персијске руке и стављена под пуну контролу.

## Последице
Египат је у персијским рукама остао наредних 10 година, и за то време њиме је управљао персијски генерал Шахрбараз из свог седишта у Александрији. Након што је ираклије касније преокренуо ситуацију поразивши Хозроја, Шахрбаразу је тада наређено да евакуише целу провинцију, али је он то одбио. На крају Ираклије је покушао да истовремено поврати Египат и посеје раздор између Персијанаца, тако што је понудио Шахрбаразу своју помоћ за долазак на персијски престо. Договор је постигнут тако да су у лето 629. године персијске трупе отпочеле своје повлачење из Египта.